# جي. رايموند تشانغ
جي. رايموند تشانغ هو شخصية أعمال كندي، ولد في 1948 في كينغستون في جامايكا، وتوفي في 27 يوليو 2014 في كندا بسبب ابيضاض الدم.